# Moschato
Moschato (gr. Μοσχάτο) – miasto w Grecji, w administracji zdecentralizowanej Attyka, w regionie Attyka, w jednostce regionalnej Ateny-Sektor Południowy. Siedziba gminy Moschato-Tawros. W 2011 roku liczyło 25 441 mieszkańców. Położone w granicach Wielkich Aten. Ośrodek sadownictwa i ogrodnictwa.